# Association Sportive Artistique et Culturelle Ndiambour
L'Association Sportive Artistique et Culturelle Ndiambour, semplicemente nota come ASEC Ndiambour o Ndiambour, è una squadra senegalese di calcio con sede a Louga.
La squadra è stata fondata nel 1969 ed ha vinto 3 Ligue 1, 1 Coupe du Sénégal ed 1 Supercoppa nazionale.
Gioca le partite interne allo stadio Alboury Ndiaye di Louga.

## Storia
Fondato nel 1969, lo Ndiambour ha vinto il suo primo campionato nel 1992, ripetendosi poi nel 1994 e nel 1998.

## Strutture

### Stadio
Lo Ndiambour gioca le sue partite allo Stadio Alboury Ndiaye, con una capienza di 15 000 spettatori.

## Palmares

### Competizioni nazionali
- Campionato senegalese: 3

1991-1992, 1994, 1998
- Coupe du Sénégal: 1

1999
- Supercoppa del Senegal:3

1998, 2002, 2004

### Altri piazzamenti
- Campionato senegalese:

Secondo posto: 1990-1991, 1999, 2000-2001
Terzo posto: 2000, 2001-2002, 2003-2004